# Frédéric-Auguste d'Anhalt-Zerbst
Frédéric-Auguste d'Anhalt-Zerbst (né le 8 août 1734 à Alt Stettin - mort le 3 mars 1793 à Luxembourg), est un prince de la maison d'Ascanie et le dernier souverain de la principauté d'Anhalt-Zerbst.

## Biographie
Frédéric-Auguste est le second mais seul fils survivant de Christian-Auguste d'Anhalt-Zerbst qui règne sur l'ensemble de la principauté depuis 1742 et de son épouse Johanna Elisabeth, fille de Christian-Auguste de Holstein-Gottorp, Prince d'Eutin. Il est de cinq ans le cadet de sa célèbre sœur Sophie-Auguste.
Sœur du roi Adolphe-Frédéric de Suède, sa mère est aussi une parente de la tsarine Élisabeth de Russie. La tsarine n'ayant pas d'enfant choisit pour un héritier son neveu Pierre. Elle lui choisit pour épouse la princesse Sophie-Augusta d'Anhalt-Zerbst, sœur aînée de Frédéric-Auguste. Les noces sont célébrées en 1745. Sophie-Auguste quitte à 16 ans son pays natal, se convertit à l'orthodoxie et choisit comme un prénom de baptême qui la fera connaître du monde entier quand, après avoir usurpé le pouvoir, elle règne sur la Russie pendant plus de trente ans, comme Catherine « la grande ».
Frédéric-Auguste succède à son père en Anhalt-Zerbst en 1747, à l'âge de 13 ans. Sa mère, la princesse douairière Johanna Élisabeth, intervient comme régente jusqu'en 1752. Frédéric-Auguste est l'un des souverains européens qui soutient la Grande-Bretagne dans la Guerre d'indépendance américaine avec ses troupes contre une substantielle compensation financière. En 1776, il accorde la tolérance religieuse dans ses États. Du fait d'un conflit avec le royaume de Prusse, il doit s'exiler à Bâle puis Luxembourg, où il meurt.

## Unions et succession

Monogramme royal

À Zerbst le 17 novembre 1753 Frédéric-Auguste épouse d'abord Caroline Wilhelmine Sophie (née à Cassel le 10 mai 1732 - morte à Zerbst, le 22 mai 1759), fille du prince Maximilien de Hesse-Cassel et petite-fille du landgrave Charles Ier de Hesse-Cassel. Le mariage est stérile.
À Ballenstedt le 27 mai 1764 Frédéric-Auguste épouse en secondes noces Frédérique-Auguste-Sophie d'Anhalt-Bernbourg (née à Ballenstedt, le 28 août 1744 - morte à Coswig, le 12 avril 1827), fille de Victor-Frédéric d'Anhalt-Bernbourg. Comme son premier mariage cette union demeure également sans enfant.
À sa mort la lignée d'Anhalt-Zerbst se trouve éteinte et la succession de la principauté est disputée entre les autres branches de la famille : Anhalt-Bernbourg, Anhalt-Köthen et Anhalt-Dessau ; finalement en 1796 la principauté d'Anhalt-Zerbst est partagée et cesse d'exister.
La seigneurie de Jever, qui a été annexée à Zerbst lors du mariage en 1612 du prince Rodolphe avec Madeleine d'Oldenbourg, héritière de ce domaine, est régie par un régime de semi-loi salique. Pour cette raison, elle revient de 1793 à 1796 à l'impératrice de Russie Catherine II, née princesse Sophie Auguste Frédérique d'Anhalt-Zerbst et seule parente survivante de Frédéric-Auguste. Jever demeure toutefois sous l'administration de la veuve du dernier prince, Frédérique d'Anhalt-Bernbourg, de 1793 à 1827 lorsqu'elle revient aux tsars Paul Ier (1796-1801) et Alexandre Ier (1801-1807).